# Trafiktårn Øst
Trafiktårn Øst er en cylindrisk bygning opført tæt på Dybbølsbro St. og Fisketorvet i København. Navnet på bygningen kommer af, at man har villet samle Banedanmarks og Vejdirektoratets trafikstyrings- og informationsfaciliteter i to bygninger; Trafiktårn Øst på Kalvebod i København og Trafiktårn Vest i Fredericia. Trafiktårn Øst er 41 meter højt og har en diameter på 41,5 m, med et samlet areal på ca. 10.000 m2. Banedanmark etablerede i december 2017 styringen af den københavnske S-bane i bygningen, og man vil gradvist flytte styring af fjern- og regionaltogstrafikken fra den gamle FC-post til Trafiktårnet frem til 2021. Også Vejdirektoratet er flyttet ind og har indgået et samarbejde med Københavns Kommune og trafikradioen med henblik på at få trafikken til at glide så smidigt som muligt, især i myldretiden.
Bygningen, der er tegnet af Tranberg Arkitekter, fremstår i rød-brune mursten som en reference til de historiske danske jernbanestationer. Argumentet for, at bygningen er cylinderformet, er ifølge tegnestuen, at kontrol og styringsfaciliteterne skal opstilles i en bueform, og så kan bygningen også være krum.
Tårnet har en 'dobbeltgænger' i Fredericia, der dog kun er halvt så stor. Planen er, at al togtrafik i Danmark skal styres fra disse to kommandoposter.